# 灰斑鸻
灰斑鸻（学名：Pluvialis squatarola）为鸻形目鸻科斑鸻属的一种鸟类。是一種在北極地區繁殖的大型鴴。牠是長距離的遷徙鳥，在非繁殖季節幾乎遍佈全球海岸地區。在中国大陆，分布于华北、四川、湖南、江苏和东南沿海等地。该物种的模式产地在瑞典。

## 分類
灰斑鴴於1758年由瑞典博物學家卡爾·林奈在他的《自然系統》第十版中正式描述，並使用雙名法命名為Tringa squatarola。 現在牠與另外三種鴴一起被歸入法國鳥類學家馬蒂蘭·雅克·布里松於1760年引入的斑鴴屬（Pluvialis）中。 這個屬名是拉丁文，意為與雨有關，來自pluvia，意思是“雨”。人們相信牠們會在雨來臨時聚集。物種名squatarola是Sgatarola的拉丁化版本，這是威尼斯語中對某些鴴類的名稱。
在世界不同地區，這個物種的英文俗名有所不同。在舊世界，牠通常被稱為“grey plover”，而在新大陸則稱為“black-bellied plover”。
已確認的三個亞種為：
- P. s. squatarola（林奈，1758）— 在北歐亞和阿拉斯加繁殖；在西歐、南歐、非洲、南亞、東亞、大洋洲和美洲西部越冬
- P. s. tomkovichi（Engelmoer & Roselaar，1998）— 在弗蘭格爾島（西伯利亞東北部）繁殖
- P. s. cynosurae（塞耶 & 班斯，1914）— 在加拿大北部繁殖；在北美和南美沿海越冬

## 描述
灰斑鴴身長約27—30 cm（11—12英寸），翼展71—83 cm（28—33英寸），體重約190—280 g（6.7—9.9 oz）（在準備遷徙時可達345 g（12.2 oz））。在春夏季（4月下旬或5月到8月），成鳥的背部和翅膀有黑白相間的斑點，臉部和頸部為黑色，邊緣有白色，胸部和腹部為黑色，臀部為白色。尾巴是白色的，帶有黑色橫斑。喙和腿都是黑色的。牠們在8月中旬到9月初進行換羽，並維持冬羽至次年4月；冬羽為相當單調的灰色，上半部呈灰色斑點，腹部為白色。幼鳥和第一個冬季的羽毛與成年冬羽相似，但背部的羽毛較黑，邊緣帶有奶白色。在所有羽色中，內側肋部和下翼基部的羽毛是黑色的，這是飛行中易於區分牠與其他三種斑鴴屬（Pluvialis）鴴類的特徵。在地面上，牠也可以通過其更大的體型（喙約24—34 mm, 0.94—1.34英寸）、更重的喙來與其他斑鴴屬（Pluvialis）鴴類區分。

## 繁殖與遷徙
牠們的繁殖地是北極的島嶼和阿拉斯加、加拿大和俄羅斯北部的沿海地區。牠們在乾燥開闊、視野良好的苔原上築巢，巢是一個淺淺的礫石坑。每年6月初產下4枚（有時只有3枚）蛋，孵化期為26-27天；雛鳥在孵化後35-45天後會飛離巢穴。
牠們遷徙至世界各地的沿海地區越冬。在新大陸，牠們從不列顛哥倫比亞省西南部和麻薩諸塞州南部遷徙到阿根廷和智利過冬，在舊世界西部，牠們從愛爾蘭和挪威西南部遷徙到整個非洲沿海地區直至南非，在舊世界東部，牠們從日本南部遷徙到整個南亞沿海地區和澳大利亞，有些甚至到達紐西蘭。遷徙到澳大利亞的大部分是雌鳥。牠們定期進行跨亞洲、歐洲和北美洲的非停歇性洲際飛行，但通常在大陸內部是罕見的迷鳥，僅在極端天氣下或沿著大型湖泊如五大湖的湖岸覓食時偶爾著陸。

## 行為與生態

### 繁殖
年輕的鳥類直到兩歲才會繁殖；牠們通常會留在越冬地直到第二個夏天。

### 食物與覓食
牠們在海灘和潮間帶平原覓食，通常依靠視覺尋找食物。牠們的食物包括小型軟體動物、多毛類蠕蟲、甲殼類動物和昆蟲。 牠們比其他斑鴴屬（Pluvialis）種類更不喜群聚，覓食時不會形成密集的覓食群，而是分散地在海灘上活動，彼此之間保持一定距離。然而，它們會在漲潮時形成密集的群體。

## 狀況
國際自然保護聯盟（IUCN）認為灰斑鴴的威脅屬於「無危」。 它是非歐亞遷移性水鳥協定（AEWA）適用的物種之一。

## 圖庫

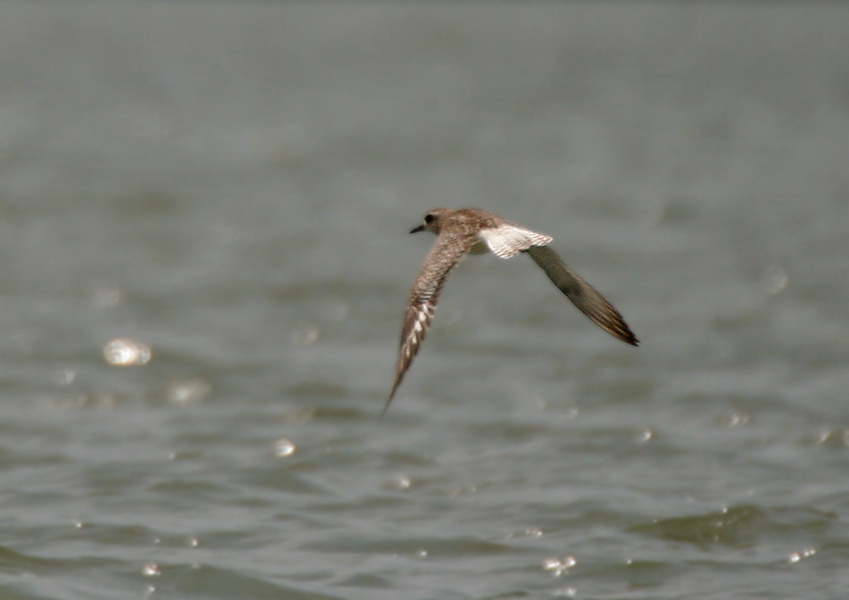
攝於 克里希納野生動物保護區, 安得拉邦，印度
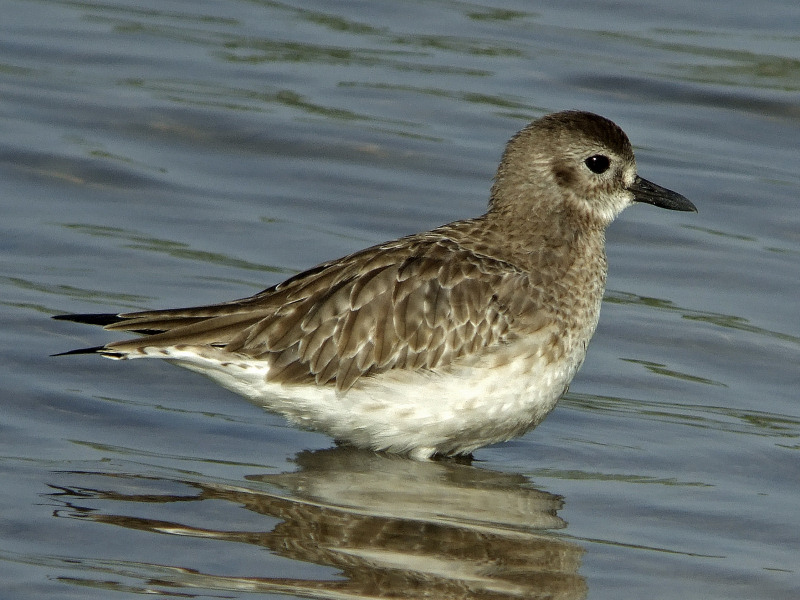
成鳥的冬羽

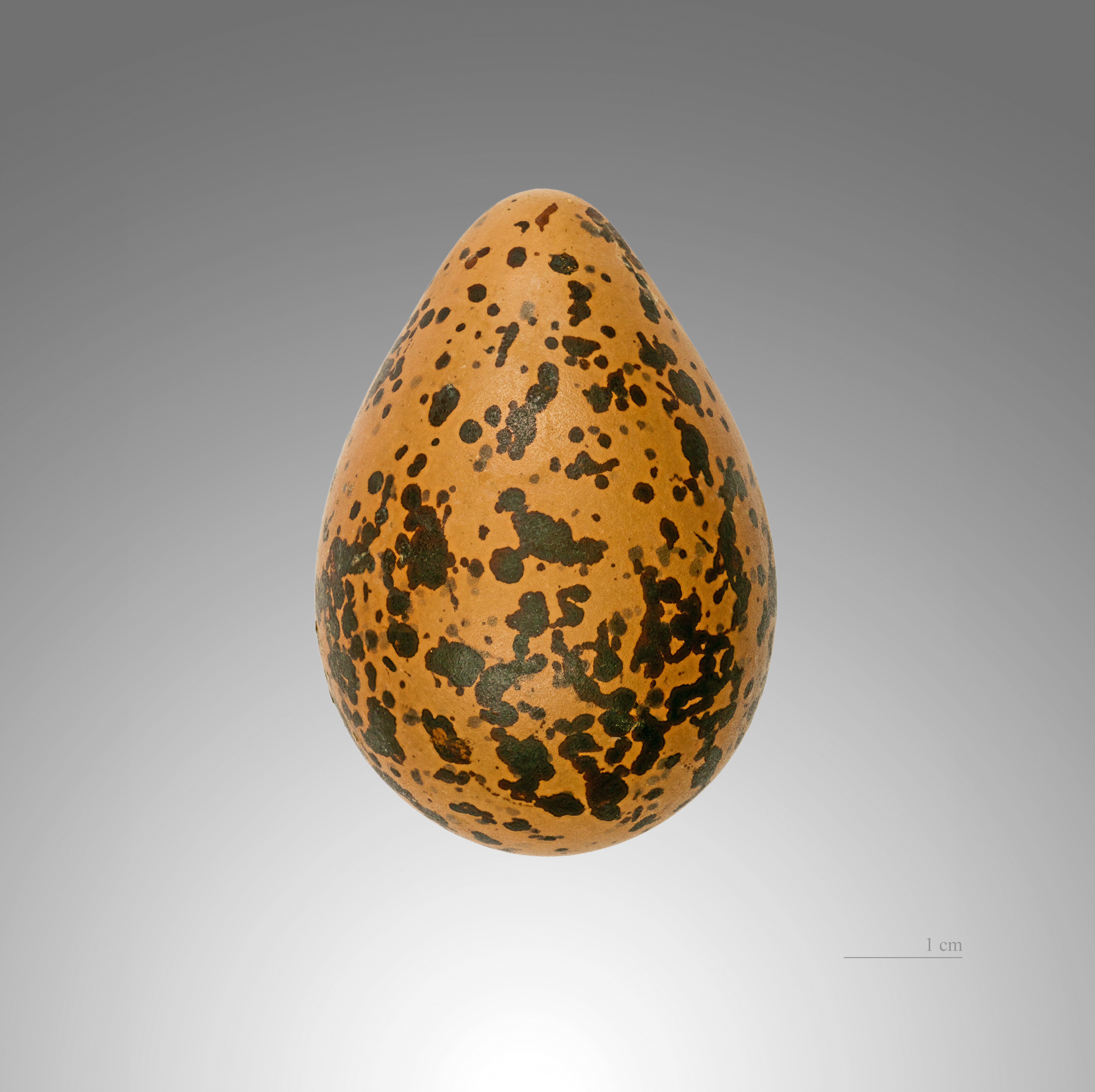
Pluvialis squatarola

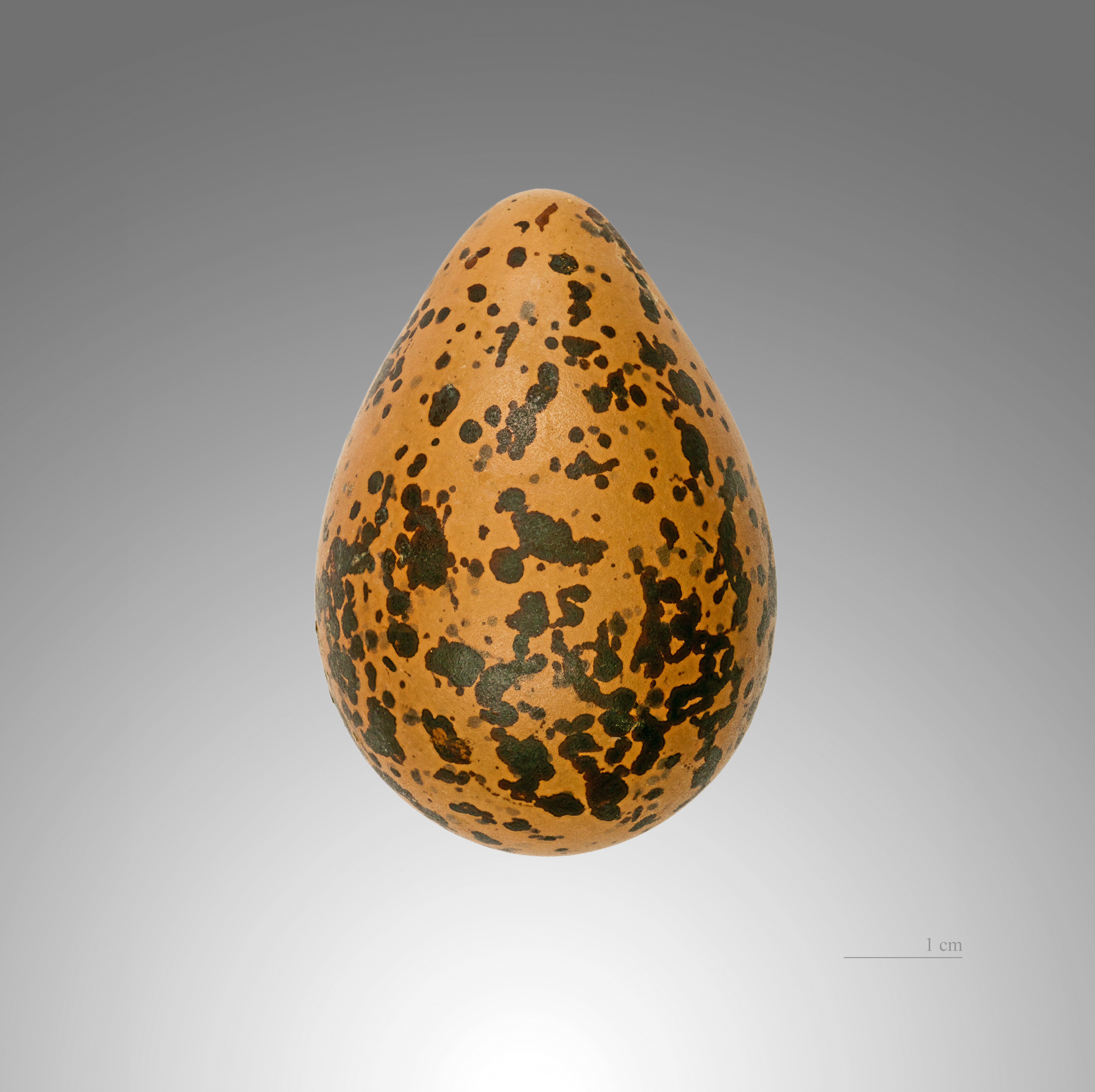
Pluvialis squatarola 蛋
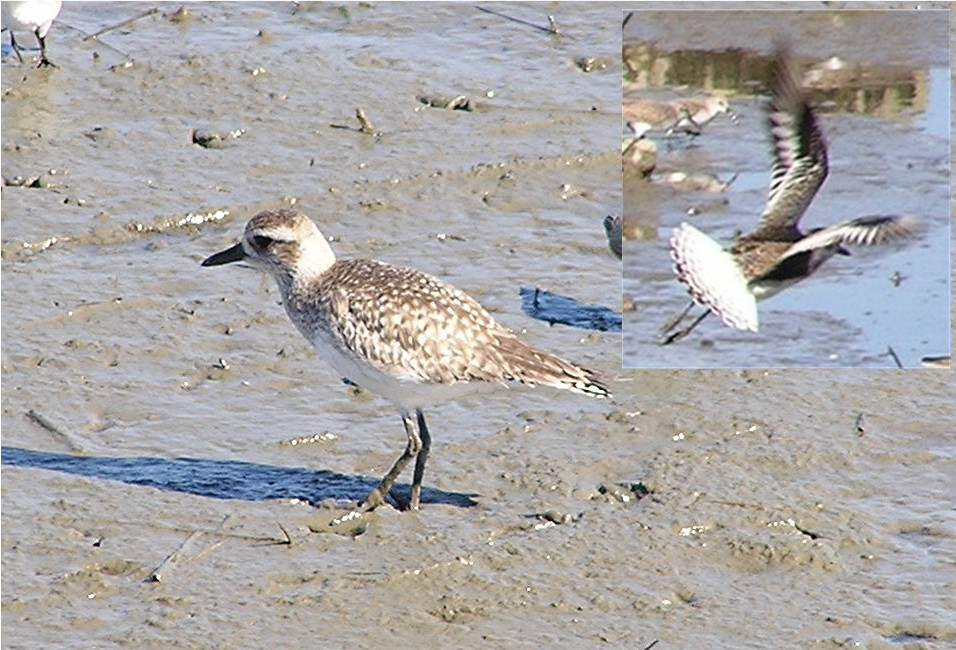
身披初冬羽毛；飛行中的插圖，顯示黑色腋窩、白色臀部和條紋尾巴